# Sten Norrmo
Sten Erik Norrmo, född 27 januari 1930 i Norrköping, död 24 mars 2019 i Ystad, var en svensk officer i Flygvapnet.

## Biografi
Norrmo blev fänrik i Flygvapnet 1952. Han befordrades till löjtnant 1954, till kapten 1962, till major 1968, till överstelöjtnant 1972 och till överste 1978.
Norrmo inledde sin militära karriär 1952 i Flygvapnet vid Hälsinge flygflottilj (F 15). Åren 1953–1958 var han flyglärare vid Krigsflygskolan (F 5). Åren 1958–1959 studerade han vid Flygkrigshögskolan. Åren 1959–1963 tjänstgjorde han vid Utbildningsavdelningen på Flygstaben. Åren 1961–1963 studerade han vid Militärhögskolan. Åren 1963–1968 tjänstgjorde han vid Operationsledningen på Försvarsstaben. Åren 1968–1970 tjänstgjorde han på Organisationsavdelningen vid Flygstaben. Åren 1972–1977 tjänstgjorde han vid Personalavdelningen vid Flygstaben. Åren 1977–1978 var han till ÖB:s förfogande. Åren 1978–1979 var han ställföreträdande sektorflottiljchef och tillika flottiljchef Blekinge flygflottilj (F 17/Se S2). Åren 1980–1985 var han ställföreträdande sektorflottiljchef och tillika flottiljchef för Skånska flygflottiljen (F 10/Se S). Åren 1985–1990 var han chef för Flygvapnets Halmstadsskolor (F 14). Norrmo lämnade Flygvapnet 1990.

## Utmärkelser
- Riddare av Svärdsorden, 6 juni 1970.[2]